# Эвелин Деллаи
Эвелин Деллаи (итал. Eveline Dellai; род. 10 июля 1993 года в Вилламонтанье, Тренто, Италия) — итальянская и чешская порноактриса. Известна как одна из близнецов Деллаи (англ. Dellai Twins) вместе со своей сестрой-близнецом Сильвией Деллаи, также работающей порноактрисой.

## Биография
Сёстры-близнецы родились 10 июля 1993 года в Вилламонтанье, Тренто, Италия в семье итальянца и чешки. В возрасте семи лет переезжают вместе со своей семьёй в Прагу, Чехия.
В августе 2015 года в возрасте 22 лет Эвелин начинает сниматься в эротических фотосессиях, после чего попадает на кастинг Czech Casting, который оказывается съёмками порно. Позднее Эвелин привлекает в порноиндустрию свою сестру-близнеца, которая начала сниматься под псевдонимом Сильвия Деллаи (итал. Silvia Dellai) на два месяца позже своей сестры. В течение четырёх первых месяцев карьеры Эвелин участвовала в съёмках преимущественно хардкорных сцен секса от студии Legal Porno.
Снимается для студий DDF, Digital Playground, Evil Angel, Legal Porno, Mofos, Nubiles Porn, Private, TeenCoreClub и многих других.
В ноябре 2017 года Эвелин впервые номинирована на премию AVN Awards в категории «Лучшая иностранная исполнительница года». В октябре 2019 года стала обладательницей премии Venus Award в категории «Лучшая VR-актриса».
В конце марта 2019 года сёстры Деллаи появились в итальянском ток-шоу Live — Non è la D’Urso Барбары Д’Урсо.
В июне 2023 года студия SINematica назвала Эвелин «Самой ценной исполнительницей месяца» (англ. Most Valuable Performer of the Month). По данным сайта IAFD, к тому времени она снялась в более чем 450 порнофильмах и сценах.
В январе 2025 года Эвелин избрана первым послом бренда Sinful XXX.

## Награды и номинации
| Год  | Награда            | Результат | Категория | Фильм                                    |
| ---- | ------------------ | --------- | --- | ---------------------------------------- |
| 2017 | Venus Award        | Номинация | Лучшая международная исполнительница (вместе с Сильвией Деллаи) | н/д                                      |
| 2018 | AVN Award          | Номинация | Иностранная исполнительница года | н/д                                      |
| 2018 | XBIZ Europa Award  | Номинация | Лучшая сцена секса — гламкор (вместе с Максом Диором и Энджел Пиаф) | The Passionate Three 3                   |
| 2019 | Venus Award        | Победа    | Лучшая VR-актриса | н/д                                      |
| 2019 | XBIZ Europa Award  | Номинация | Лучшая сцена секса — гламкор (вместе с Кристианом Клэем) | Anal Models 4                            |
| 2020 | AVN Award          | Номинация | Лучшая сцена группового секса в иностранном фильме (вместе с Адриано, Блу Энджи, Джоанной Буджоли, Джоном Прайсом, Иваном Фалко, Лутро, Монтаной, Сильвией Деллаи, Сти Эксом и Эросом) | Rocco Siffredi Hard Academy 5… Goes Live |
| 2020 | Spank Bank Award   | Номинация | IBTC Khaleesi | н/д                                      |
| 2021 | XBIZ Europa Award  | Номинация | Лучшая сцена секса — гламкор (вместе с Сильвией Деллаи и Чарли Дином) | Sea Sex & Sun                            |
| 2022 | Golden Adult Award | Победа    | Лучшая европейская сцена секса в виртуальной реальности (вместе с Билли Стар) | Double the Pleasure                      |
| 2022 | XBIZ Europa Award  | Номинация | Лучшая сцена секса — полнометражный фильм (вместе с Бэйби Николс, Джоссом Лескафом и Паскалем Уайтом)                                                                                  | Top Girls                                |
| 2023 | XBIZ Europa Award  | Номинация | Лучшая сцена секса — лесбийский фильм (вместе с Гейшей Кид и Натали Грейс) | Luxure: My Wife’s Games                  |
| 2024 | XBIZ Europa Award  | Номинация | Лучшая сцена секса — гонзо (вместе с Брайаном Рагнастоуном, Дени Лу, Майклом Флаем, Нелой Декер, Нио, Рией Санн, Сильвией Деллаи, Тарзаном и Томасом Ли)                               | Archangels 6on3                          |
| 2024 | XBIZ Europa Award  | Номинация | Лучшая сцена секса — полнометражный/среднеметражный фильм (вместе с Никитой Беллуччи, Томасом Стоуном, Чарли Дином и Яником Шафтом)                                                    | Beyond the Frame                         |